# Міжнародний рік молоді
Міжнародний рік молоді (англ. International Youth Year) був проведений 1985 р. заради зосередження уваги на проблемах молоді (оголошений 1 січня 1985 р. Генеральним секретарем ООН Хав'єром Перес де Куельяром) і протягом 2010-2011 рр.